# Torquigener marleyi
Torquigener marleyi es una especie de peces de la familia Tetraodontidae en el orden de los Tetraodontiformes.

## Morfología
Esta especie en comparación con otras especies parecidas, Amblyrhynchotes honckenii, tiene su boca debajo de la línea horizontal a través del extremo superior de la base de la aleta pectoral. Además posee tiene menos espínulas y tiene en el vientre numerosos pliegues longitudinales.

## Distribución geográfica
Se encuentra en el Océano Índico Occidental: Sudáfrica (cerca del río Thukela).

## Observaciones
Es inofensivo para los humanos.